# Ulrich Pöschl
Ulrich "Uli" Pöschl (Klagenfurt, 9 de outubro de 1969) é um químico austríaco. Foi apontado diretor do novo Departamento de Química Multifásica do Instituto Max Planck de Química em Mainz, Alemanha, em 1 de outubro de 2012.

## Biografia
Ulrich Pöschl estudou química na Universidade Técnica de Graz na Áustria e obteve um doutorado em 1995 orientado por Karl Hassler no Instituto de Química Inorgânica com a tese "Synthesis, Spectroscopy and Structure of selectively functionalized cyclosilanes ". De 1996 a 1997 trabalhou como fellow pós-doutorando no Instituto de Tecnologia de Massachusetts, no grupo de Mario Molina na área de cinética da química atmosférica e e espectrometria de massa do ácido sulfúrico. Em 1997 Pöschl tornou-se pesquisador assistente no Instituto Max Planck de Química no Departamento de Química atmosférica e um pesquisador no grupo de Paul Crutzen sobre a fotoquímica do ozônio e nuvens estratosféricas. De 1999 a 2005 trabalhou no Instituto de Hidroquímica da Universidade Técnica de Munique, liderando um grupo de pesquisa independente e tornou-se professor de química com a tese "Carbonaceous Aerosol Composition, Reactivity and Water Interactions". Em 2005 retornou para o Instituto Max Planck de Química em Mainz e chefiou um grupo de pesquisa no Departamento de Biogeoquímica até 2012. Desde 2007 Pöschl também lecionou no Departamento de Química, Farmácia e Ciências da Terra na Universidade de Mainz.

## Prêmios
- 2005: EGU Union Service Award[2]
- 2012: Medalha de Ouro Pio XI[3] da Pontifícia Academia das Ciências por suas pesquisas sobre o papel da química na atmosfera, clima e saúde.[4]